# Nikolaus von Vormann
Pour les articles homonymes, voir Vormann.
Nikolaus von Vormann (24 décembre 1895 à Neumark - 26 octobre 1959 à Berchtesgaden), est un General der Panzertruppen (Général) ayant servi dans la Heer dans la Wehrmacht pendant la Seconde Guerre mondiale.

## Biographie
Au début de la Première Guerre mondiale, Vormann s'engage le 3 août 1914 comme volontaire dans le 26e régiment d'infanterie de l'armée prussienne.
Il a écrit deux livres documentant ses expériences en temps de guerre: Der Feldzug 1939 in Polen et Tscherkassy.

Il décède en 1959.

## Récompenses
- Croix de fer (1914)
  - 2e Classe
  - 1re Classe
- Croix d'honneur
- Agrafe sur la Croix de fer (1939)
  - 2e Classe (20 octobre 1939)
  - 1re Classe (25 juin 1940)
- Médaille du Front de l'Est (25 juillet 1942)
- Croix allemande en Or (1er avril 1942)
- Croix de chevalier de la Croix de fer
  - Croix de chevalier le 22 août 1943 en tant que Generalleutnant et commandant de la 23. Panzer-Division[1],[2]
- Mentionné 2 fois dans la revue Wehrmachtbericht (4 novembre 1943 et 20 février 1944)